# Artabotrys coccineus
Artabotrys coccineus là loài thực vật có hoa thuộc họ Na. Loài này được Keay mô tả khoa học đầu tiên năm 1952.